# Шатиловка (Смоленская область)
Шатиловка — деревня в Хиславичском районе Смоленской области России. Входит в состав Череповского сельского поселения. Население — 39 жителей (2007 год). 
Расположена в юго-западной части области в 12 км к северо-востоку от Хиславичей, в 15 км западнее автодороги А141 Орёл — Витебск. В 16 км восточнее деревни расположена железнодорожная станция Васьково на линии Смоленск — Рославль. 

## История
На планах Генерального межевания Смоленской Губернии 1780-1790 года обозначена, как Шетиловка.
В Списке населённых мест Смоленской губернии 1859 года - деревня Рославльского уезда Шатиловка с 11 дворами и 104 жителями . Входила в имение Салтыкова М.Л .
По карте 1924-1926 года в деревне обозначено 53 двора.
В годы Великой Отечественной войны деревня была оккупирована гитлеровскими войсками в июле 1941 года, освобождена в сентябре 1943 года.